# Laarzenknecht

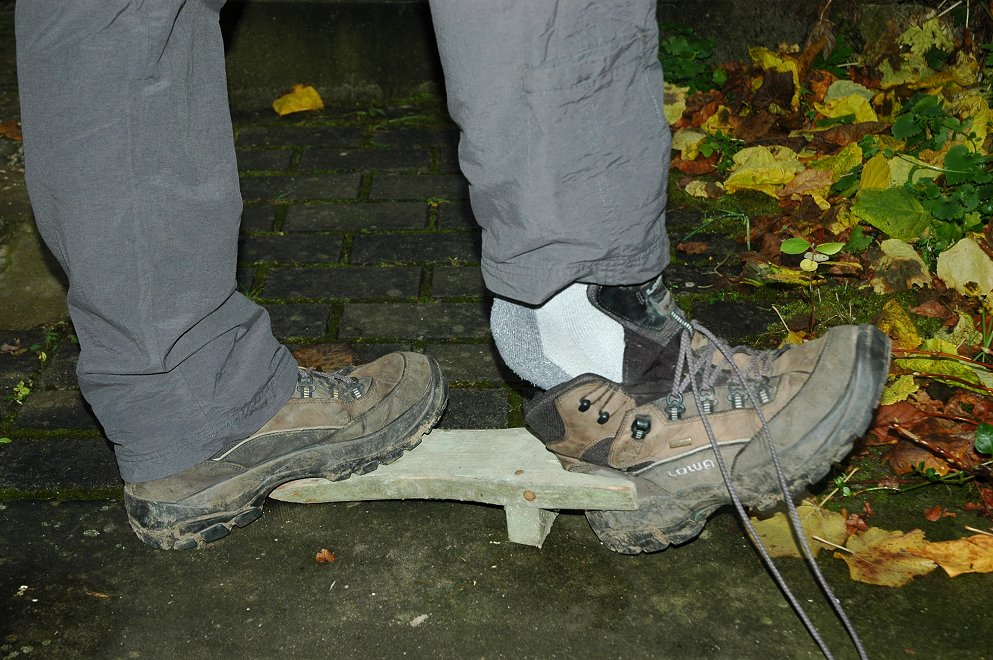
Laarzenknecht in gebruik

Een laarzenknecht is een werktuig om vastzittende laarzen of schoenen uit te trekken.
Het bestaat uit een plank die aan één zijde ondersteund is zodat ze enigszins scheef staat ten opzichte van het horizontale vlak. Aan de hoogste zijde is een inkeping gemaakt waarin men de hak kan plaatsen. Met de andere voet gaat men op de plank staan waarna de laars of schoen uitgetrokken kan worden.
Laarzenknechten zijn te koop in tuinzaken en ruitersportzaken, maar een dergelijk werktuig is ook eenvoudig zelf te maken.